# Felipe (fotbollsspelare född 1989)
Felipe Augusto de Almeida Monteiro, mer känd som endast Felipe, född 16 maj 1989 i Mogi das Cruzes, är en brasiliansk före detta fotbollsspelare.

## Karriär
I maj 2019 värvades Felipe av spanska Atlético Madrid. Den 31 januari 2023 värvades Felipe av Nottingham Forest, där han skrev på ett 1,5-årskontrakt. Vid slutet av säsongen 2023/2024 lämnade han klubben och avslutade samtidigt sin fotbollskarriär.

## Landslagskarriär
Den 11 september 2018 debuterade Felipe för Brasiliens landslag i en 5–0-vinst över El Salvador, där han blev inbytt i halvlek mot Dedé.